# 米問屋
米問屋（こめどいや/こめどんや）とは、米の卸売を取り扱う問屋である。廻米問屋と呼ばれる場合もあった。
本項では、江戸・明治時代における日本の米問屋について記述する。一般的な意味のいわゆる米屋に関しては米穀店を参照のこと。

## 江戸時代

### 総説
幕藩体制のもとで石高制が採用されていた江戸時代には、江戸幕府や藩などの財政は年貢として集められた貢租米の販売に依拠していた。さらに時代が下るにつれて都市では米の消費量の増大、農村では米の商品化が進み、江戸や大坂を中心として日本全国を結ぶ米流通のネットワークが構築され、米問屋や米仲買はその仲介役として重要な役割を果たした。また、彼らは株仲間を結成して特権的な地位を確保していた。
米問屋そのものは明治以後も存続したが、地租改正に伴う租税の金納化や人口の変動、加えて鉄道の建設に伴う輸送・流通の変化に対応できずに没落した者も多かった。

### 江戸

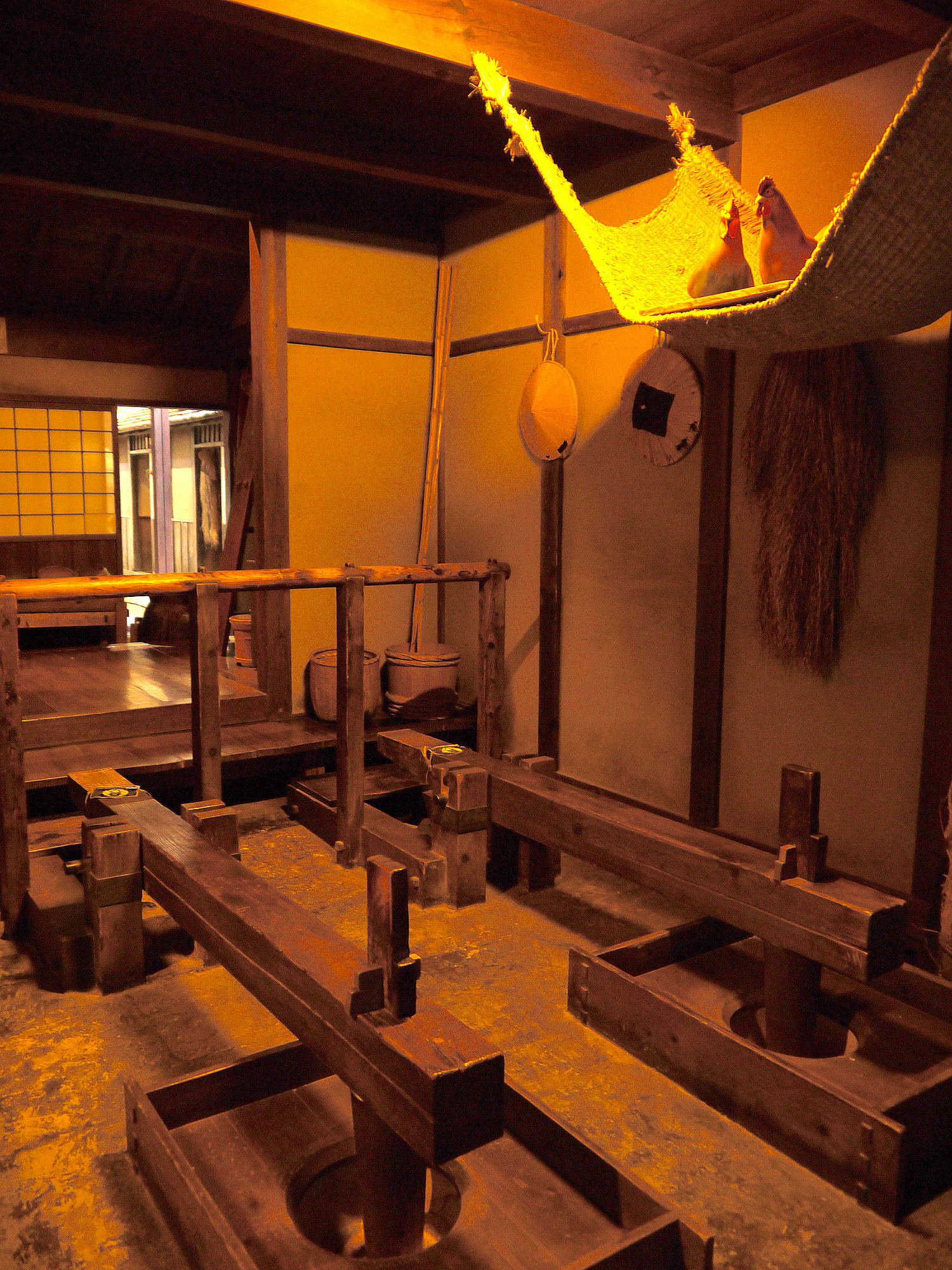
江戸後期の下町の米商での脱穀。穀虫を食べるよう、鶏が飼われている。（深川江戸資料館）

江戸の米問屋は江戸時代を通じて300から400店程度あったとみられているが、大きく分けて3種類あった。これは享保14年（1729年）に江戸幕府の命で仕入れる米の生産地に基づき分割したものである。1つは下り米問屋（くだりまいどんや）で大坂や東海地方・北陸地方以西57ヶ国から船で運ばれた廻米を買い上げて米仲買に販売しており、当初は8店であったが寛政年間に6店増加が認められた。次に関東米穀三組問屋（かんとうべいこくみくみどいや）で関東地方・陸奥国9ヶ国からの商人米を担当して江戸の小網町・小舟町・堀江町を拠点として活動していた。最後の地廻米穀問屋（じまわりべいこくどんや）は基本的には関東米穀三組問屋と同じ地域を担当していたが、より小規模で江戸の各地に散在しており、関東米穀三組問屋をから間接的に仕入れたり、米仲買や舂米屋（小売商）を兼ねたりするなど、数はもっとも多かった。
これらとは別に陸附米穀問屋（おかづけべいこくどいや）があった。これは江戸周辺の千住宿や板橋宿などを拠点とし、関東米穀三組問屋や地廻米穀問屋の流通に乗りにくい江戸近辺の農村部の米穀（納屋物）を買い付けていた。
なお、幕府や旗本などの蔵米は札差から米仲買に販売されるため、米問屋を経由することは無かった。

### 大坂
大坂では諸藩の集めた年貢米などが一度自藩の蔵屋敷に収められ、蔵屋敷にて米問屋に販売されることが一般的であった。つまり、江戸において米問屋が果たしていた役目は蔵屋敷が担うことになり、米問屋は実質的には米仲買に近い立場にあった。事実堂島米会所で仲買業務にあたっていた堂島米仲買には米問屋も多数含まれており、堂島米会所では享保15年（1730年）の帳合米商の幕府公認以後に出された1300株を購入し、かつ帳合米商と正米商も合わせて行う者を米問屋と称し、それ以外の者を米仲買と称した。堂島米仲買は蔵屋敷から手に入れた蔵米を江戸の下り米問屋をはじめ、日本各地の米市場に向けて販売していた。それ以外の米問屋として京都・伏見方面に専門で米を販売する上問屋（かみどいや）、大坂近辺の村部の米穀（納屋物）を買い付けて大坂に販売していた納屋物雑穀問屋（なやものざっこくどいや）が存在した。後者は納屋米の生産増大に従って次第に発言力を持つようになり、天保6年（1835年）に独自の株仲間を作ることが許された。

### その他の地域
京都や大津、伊丹、名古屋、兵庫、赤間関（下関）、尾道、敦賀、銚子、桑名、酒田などの港湾都市や消費地に米問屋が存在した。北陸地方から京都に米を輸送する経路上にあった大津は近世初期には江戸・大坂を凌ぐ米市場を擁し、享保年間には大坂に続いて幕府公認の帳合米商を認められるほどであったが、元禄期に74株あったものが幕末期には廃業などによって17株に減少するなど衰退した。また、酒田や桑名の規模も大きく、周辺地域の貢租米などを扱う米問屋と近隣の農村の米を扱う陸問屋に分離していた。

## 明治時代 -
地租改正によって年貢は金納となり、明治時代には米の販売が各県で行われ
ることになった。
三井組などの商社や廻船問屋が米を買い付けて東京に輸送・販売する方式が取られた。1886年、東京廻米問屋市場が深川で設立され、東京における米相場が深川で決まるようになる。
1890年代になると、鉄道輸送へシフト。東北から上野へ鉄道がつながり、上野-秋葉原間も開通。東北の米は船でなく鉄道で秋葉原に運ばれるようになった。秋葉原の近くからは船で深川の倉庫群へ運ばれるシステムになった。
当時の米問屋は以下の3形態があったという。1 各地から大量の米を委託されてこれを扱う「委託問屋」、2 自分で産地から直接米を仕入れて扱う「買付問屋」、3 これらを兼業する問屋。
日本における米・麦の取扱いに関しては、大正10年の米穀法、昭和8年の米穀統制法、昭和11年の米穀自治管理法、昭和14年の米穀配給統制法などの法律が作られた、そして、昭和17年に食糧管理法が制定された。これによって、食糧営団（昭和23年に食糧配給公団に移行して昭和26年に廃止となり民営化）の設立と共に、米問屋は整理統合された。